# Суринов, Александр Евгеньевич
Алекса́ндр Евге́ньевич Сури́нов (род. 15 сентября 1958, Москва, РСФСР, СССР) — экономист, учёный, российский государственный деятель. Руководитель Федеральной службы государственной статистики (3 декабря 2009 — 24 декабря 2018). Действительный государственный советник Российской Федерации 2 класса. Доктор экономических наук (2001), профессор.

## Биография
В 1981 г. окончил Московский экономико-статистический институт. В 1989 г. присуждена ученая степень кандидата экономических наук, в 2001 г. — доктора экономических наук.
В 1981—1992 гг. работал в органах государственной статистики.
В 1992—1998 гг. — на руководящих должностях в Центре экономической конъюнктуры при Правительстве Российской Федерации.
В апреле 1998 г. назначен начальником Управления статистики зарубежных стран и международного сотрудничества Госкомстата России.
В мае 1998 г. утвержден членом коллегии Госкомстата России.
В 1999—2000 гг. — первый заместитель генерального директора Российского статистического агентства.
В 2000—2004 гг. — первый заместитель председателя Государственного комитета Российской Федерации по статистике.
В 2004—2009 гг. — заместитель руководителя Федеральной службы государственной статистики.
С декабря 2009 г. по 24 декабря 2018 г. — руководитель Федеральной службы государственной статистики.
Указом Президента Российской Федерации в 2002 году Александру Суринову присвоен классный чин действительный государственный советник Российской Федерации 2 класса.
Является руководителем департамента статистики и анализа данных Национального исследовательского университета Высшая школа экономики, членом редакционных коллегий журналов «Вопросы статистики» и «Экономический журнал Высшей школы экономики». Автор более 50 печатных работ, в том числе 5 монографий.

## Награды и звания
В 1997 награждён медалью «В память 850 летия Москвы», а в 2003 — «За заслуги в проведении Всероссийской переписи населения». В 2012 году удостоен звания «Заслуженный экономист Российской Федерации». Медаль Республики Крым «За доблестный труд» (2016).

## Семья
Женат, имеет сына и двух дочерей.